# La Figure de proue
Pour plus de détails, voir Fiche technique et Distribution.
La Figure de proue est un film français réalisé par Christian Stengel, sorti en 1948.
Le film est une adaptation du roman de Gilbert Dupé publié en 1943 par les éditions Denoël.

## Synopsis

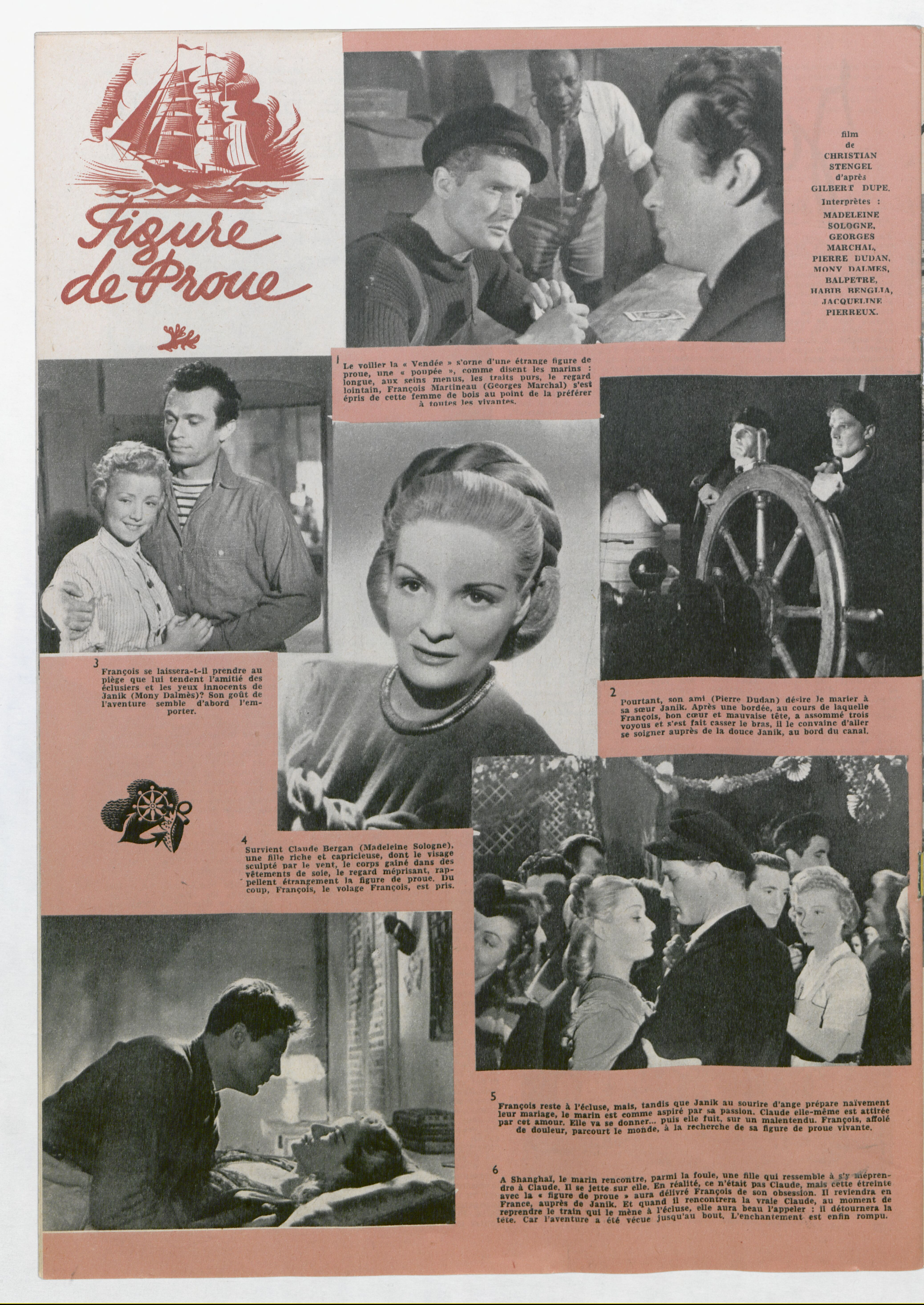
Article et photos du film dans Heures claires des femmes françaises.

François, matelot, se persuade que le modèle de la figure de proue du bateau sur lequel il travaille est Claude, une jeune fille aperçue au cours de ses voyages. Il parcourt le monde avec l'espoir de la retrouver.

## Fiche technique
- Titre : La Figure de proue
- Réalisateur : Christian Stengel
- Scénario : Simon Gantillon, d'après le roman de Gilbert Dupé
- Photographie : René Gaveau
- Musique : Maurice Thiriet
- Montage : Yvonne Martin
- Son : Jean Bertrand
- Décors : Robert Gys
- Sociétés de production : Compagnie Générale Cinématographique (CGC) et  Pathé Consortium Cinéma
- Pays :  France
- Format :  Noir et blanc - 1,37:1 - 35 mm - Son mono
- Genre : Drame
- Durée : 90 minutes
- Date de sortie : 
  - France : 16 juin 1948
- Numéro de visa : 6860

## Distribution
- Madeleine Sologne - Claude
- Georges Marchal - François Martineau
- Pierre Dudan - Yves Morfouage
- Mony Dalmès - Jeannick
- Antoine Balpêtré - Le père Morfouage
- Jacqueline Pierreux - Fernande Le Guen
- Georges Cusin - Corentin
- Charlotte Ecard - Mme Donnadieu
- Jean Clarieux - Jojo
- Marcel Raine - Commandant Bringois
- René Hell - Le garde-chasse
- Jacques Dynam
- Jacques Dufilho